# Фридрих Вилхелм (Бранденбург)
Фридрих Вилхелм фон Бранденбург (на немски: Friedrich Wilhelm von Brandenburg) от династията Хоенцолерн е от 1640 г. маркграф на Бранденбург, курфюрст на Свещената Римска империя и херцог на Прусия. От 1675 г. той е наричан Великият курфюрст. Изявен привърженик на калвинизма, той осъзнава значението на търговията и подкрепя формиращата се класа от търговци. Провежда успешни вътрешни реформи и укрепва позицията на Прусия, която при неговия син и наследник Фридрих от херцогство се превръща в кралство.

## Ранни години
Той е роден през Тридесетгодишната война като син на курфюрст Георг Вилхелм и на пфалцската принцеса Елизабет Шарлота, дъщеря на курфюрст Фридрих IV от Пфалц.
От пролетта 1627 до лятото 1634 г. той трябва да живее в сигурната крепост в Кюстрин със своя възпитател Лойхтмар. След това на 14 години отива през юли 1634 г. в Нидерландия в двора на Фридрих Хайнрих от Орания, чичото на майка му. Посещава лекции в университета в Лайден.
След смъртта на баща му курфюрст Георг Вилхелм той поема управлението на 1 декември 1640 г.

## Управление
При управлението му Бранденбург-Прусия израства от незначителна, бедна и опустошена земя след Тридесетгодишната война като международна сила.
На първо място Фридрих Вилхелм следва разумна външна политика и успява да обедини дотогава разпръснатите си земи: маркграфство Бранденбург – голяма, но неплодородна територия на север, херцогство Прусия на изток, заобиколено от три страни от Полша, и малките княжества Клеве, Марк и Равенсберг, разположени на запад. Към края на 1650-те полският крал отстъпва Източна Прусия в официално владение на Фридрих Вилхелм. През 1678 г. след Сконската война той си връща и Померания, завладяна от шведските съюзници на Франция, но според сключения Сен-Жерменски мирен договор трябва да се откаже от голяма част от завоюваните земи под натиска на Франция.
Най-важен инструмент за дипломатическите успехи на Фридрих Вилхелм е създаването на голяма постоянна армия. Към 1688 г. Бранденбург-Прусия поддържа на постоянна служба 30 000 войници. Тази армия дава възможност на Фридрих Вилхелм и неговите наследници да наложат абсолютна политическа власт. Създаден е военен комисариат, който не само разпределя армейските заплати и снаряжение, но и развива индустрията за производство на военно оборудване.
Въведена е ефективна данъчна система с необходимите административни служби. Фридрих Вилхелм сключва важно споразумение с привилегированите земеделци (юнкери), от чиято подкрепа се нуждае: те получават правото да превърнат подчинените си селяни в крепостници, като в замяна се отказват от правото да се противопоставят на данъчната система, като те самите са освободени от плащания. Без тази подкрепа електорът не би могъл да обедини разпръснатите си територии в единна държава. Освен това сътрудничеството на юнкерите се насърчава и чрез армията – най-високата чест за един бранденбургски земеделец била получаването на офицерски чин и издигането му като военен.

## Бракове и деца
Първи брак: Фридрих Вилхелм се жени на 7 декември 1646 г. в Хага за принцеса Луиза Хенриета (* 7 декември 1627, † 18 юни 1667) от Дом Насау, дъщеря на Фридрих Хайнрих, граф на Насау и щатхалтер на Нидерландската република, и фон Амалия фон Солмс-Браунфелс. Те имат децата:
- Вилхелм Хайнрих (* 21 май 1648, † 24 октомври 1649)
- Карл Емил (* 16 февруари 1655, † 7 декември 1674), принц на Бранденбург
- Фридрих III/I (* 11 юли 16571657, † 25 февруари 1713), курфюрст на Бранденбург, първият крал на Прусия (1701 – 1713)
- Амалия (* 19 ноември 1664, † 1 февруари 1665)
- Хайнрих (* 19 ноември 1664, † 26 ноември 1664)
- Лудвиг, принц на Бранденбург (* 8 юли 1666, † 8 април 1687)

Втори брак: Фридрих Вилхелм се жени втори път на 14 юни 1668 г. в двореца Грьонинген при Халберщат за херцогиня Доротея София фон Холщайн-Глюксбург (* 28 септември 1636, † 6 август 1689), вдовицата на херцог Христиан Лудвиг от Брауншвайг-Люнебург († 15 март 1665), дъщеря на херцог Филип от Шлезвиг-Холщайн-Зондербург-Глюксбург и съпругата му принцеса София Хедвиг фон Саксония-Лауенбург. Те имат децата:
- Филип Вилхелм (* 19 май 1669, † 19 декември 1711), маркграф на Бранденбург-Шведт, щатхалтер на херцогство Магдебург, женен 1699 г. за принцеса Йохана Шарлота фон Анхалт-Десау (1682 – 1750)
- Мария Амалия (* 26 ноември 1670, † 17 ноември 1739), омъжена 1687 г. за наследствен принц Карл от Мекленбург (1664 – 1688), и 1689 г. за херцог Мориц Вилхелм фон Саксония-Цайц (1664 – 1718)
- Албрехт Фридрих (* 24 януари 1672, † 21 юни 1731), маркграф на Бранденбург-Шведт, херенмайстер на Йоантския орден в Зоненбург, женен 1703 г. за принцеса Мария Доротея Кетлер от Курландия (1684 – 1743)
- Карл Филип (* 5 януари 1673, † 23 юли 1695), маркграф на Бранденбург-Шведт, женен 1695 г. за Катарина ди Балбиано (1670 – 1719)
- Елизабет София (* 5 април 1674, † 22 ноември 1748), омъжена I) 1691 г. за Фридрих Казимир (1650 – 1698), херцог на Курландия, II) 1703 Христиан Ернст (1644 – 1712), маркграф на Бранденбург-Байройт, ∞ III) 1714 Ернст Лудвиг (1672 – 1724), херцог на Саксония-Майнинген
- Доротея (* 6 юни 1675, † 11 септември 1676)
- Християн Лудвиг (* 24 май 1677, † 3 септември 1734), маркграф на Бранденбург-Швет, администратор на Халберщат